# Terralba
Terralba (tiếng Sardegna: Tarraba) là một đô thị ở tỉnh Oristano trong vùng Sardinia, có khoảng cách khoảng 70 km về phía tây bắc của Cagliari và cách khoảng 20 km về phía nam của Oristano. Tại thời điểm ngày 31 tháng 12 năm 2004, đô thị này có dân số 10.087 người và diện tích là 34,9 km².
Đô thị Terralba có các frazione (đơn vị cấp dưới) Marceddì e Tanca Marchese.
Terralba giáp các đô thị: Arborea, Arbus, Guspini, Marrubiu, San Nicolò d'Arcidano, Uras.